# George S. Houston
George Smith Houston (17 de Janeiro de 1811 – 31 de Dezembro de 1879) foi um político americano filiado ao Partido Democrata que foi o 24° Governador do Alabama de 1874 até 1878. Foi também um congressista e senador por Alabama.

## Primeiros anos
Houston nasceu perto de Franklin, Tennessee no dia 17 de Janeiro de 1811, filho de David Ross Houston e Hannah Pugh Reagan. Neto de imigrantes irlandeses por parte de pai, Houston e sua família mudaram-se para Florence, Alabama, aos 16 anos. Lá, Houston trabalhava na fazenda da família e estudava direito no escritório do Juiz George Coalter. Finalmente estudou direito em uma escola em Harrodsburg, Kentucky.

## Início da carreira
Depois de se formar na faculdade de direito, Houston voltou para Lawrence e foi eleito para a Câmara dos Representantes do Alabama em 1831 como um Democrata Jacksoniano, representando o Condado de Lauderdale. Em 1834, o Governador John Gayle nomeou Houston como procurador distrital, mas foi derrotado nas eleições subsequentes para esse cargo. Então mudou-se para o Condado de Limestone e continuou a exercer advocacia. Em 1837, Houston foi eleito por direito próprio como procurador e ocupou o cargo até 1841.

## Câmara dos Representantes dos EUA
Em 1840, Houston foi eleito pelo Partido Democrata na Câmara dos Representantes dos Estados Unidos. Durante seu mandato, presidiu o Comitê de Assuntos Militares da Câmara, o Comitê de Modos e Meios da Câmara e o Comitê Judiciário da Câmara.
Como Unionista do Sul, Houston foi um dos únicos quatro Democratas do sul a não assinar o "Discurso dos Delegados do Sul no Congresso aos seus Constituintes" do Senador John C. Calhoun em 1849, que questionou o direito do governo federal de limitar a escravidão nos territórios conquistados na Guerra Mexicano-Americana. A oposição ao congressista cresceu e não concorreu à reeleição em 1848.
Houston concorreu novamente ao Congresso em 1850 e venceu. Em Dezembro de 1860, Houston foi escolhido para representar o Alabama no chamado "Comitê dos Trinta e Três". O Comitê adotou a Emenda Corwin, que alteraria a Constituição dos Estados Unidos para que o Congresso nunca pudesse abolir a escravidão.

## Guerra Civil e Reconstrução
Após o início da Guerra Civil Americana, Houston renunciou ao seu cargo e voltou para casa. Dois de seus filhos lutaram pelos Estados Confederados da América, mas o próprio Houston ficou de fora da guerra. Em 1862, a propriedade de Houston foi saqueada pelo general da União Ivan Turchin.
Houston apresentou suas credenciais como Senador eleito do Alabama durante a Reconstrução, mas o Partido Republicano se recusou a empossá-lo. Houston participou da Convenção da União Nacional de 1866 do presidente []Andrew Johnson para se opor aos Republicanos Radicais. Houston tentou tornar-se um Senador dos EUA novamente em 1867, mas foi derrotado pelo ex-Governador John A. Winston. Como na Guerra Civil, Houston não teria participação na Reconstrução no Alabama.`

## Governador do Alabama
Em 1874, Houston realizou uma campanha bem-sucedida para governador, conquistando 53% dos votos e destituindo o incumbente David P. Lewis. A eleição de Houston foi o início de uma longa série de governadores Democratas do estado, não sendo interrompida até 1986. Houston concorreu em uma palanque de "resgatar" o estado e prometer honestidade e economia, em oposição a devassidão Republicana. Os Democratas também intimidaram muitos eleitores Republicanos, especialmente os negros. Houston serviu como Bourbon Democrata, defendendo o conservadorismo, o governo limitado e a supremacia branca. Como governador, a câmara do estado aprovou a criação de um dos primeiros conselhos de saúde pública do país. Embora tenha sido criado em 1875, nenhum dinheiro lhe foi apropriado até 1879. Com uma população cada vez menor, o Governador Houston defendia a imigração no Alabama, com sucesso limitado. Expandiu o sistema de arrendamento mercantil do estado, no qual prisioneiros, na maioria negros, eram arrendados a empreiteiros privados.
O Governador Houston também tentou reformar o sistema educacional do estado. No entanto, seus esforços não foram bem-sucedidos devido à dívida herdada de seu governo pelos títulos ferroviários. Houston criou uma comissão de três homens, chefiada por ele, para estudar a questão da dívida e recomendar um programa para reformar. Tirstam B. Bethea, de Mobile, e Levi W. Lawler, de Talladega, serviram como os outros dois comissários. Lawler e Houston tinham um histórico de trabalhar como diretores de ferrovias, criando um conflito de interesses. A comissão acabou definindo a dívida legítima em 12,5 milhões de dólares. Os detentores de títulos do Alabama e da Chattanooga Railroad, controlados pelos Republicanos, foram os mais afetados.
Houston defendeu uma convenção constitucional para substituir a adotada em 1868. Os eleitores aprovaram a convenção em 1875. Entre outras coisas, a constituição declarou que o estado nunca mais poderia se separar da união e proibiu as qualificações educacionais e de propriedade para votar ou manter o cargo. A constituição também se livrou do cargo de Vice-Governador.

## Vida pessoal
Em Maio de 1835, Houston casou-se com Mary I. Beatty e tiveram oito filhos, quatro dos quais morreram na infância. Sua esposa morreu antes de 1860 e Houston casou-se novamente em 1861 com Ellen Irvine, que lhe deu mais dois filhos. Em 1860, Houston era um plantador de algodão bem-sucedido e possuía 78 escravos.

## Morte
Houston foi finalmente eleito para o Senado dos Estados Unidos em 1878, mas morreu em Athens no dia 31 de Dezembro de 1879. Foi sepultado no Cemitério da Cidade de Athens.